# Plaza Bristo
La Plaza Bristo (en inglés: Bristo Square) se localiza en Edimburgo (Escocia, Reino Unido) y fue construida en el siglo XX. Se encuentra al sur de la ciudad, entre el Puente Jorge IV y la Plaza Jorge.
El monumento más destacado de la plaza es el McEwan Hall, catalogado como de categoría A, en el que la Universidad de Edimburgo celebra sus ceremonias de graduación. Otros edificios notables de la plaza son el edificio Dugald Stewart, el Foro de Informática, el Centro de Estudiantes Potterrow, la Sala de Conciertos Reid y la Teviot Row House.
La plaza Bristo es propiedad de la Universidad de Edimburgo y se gestiona como un espacio público. Es utilizada normalmente por los patinadores y ciclistas con fines recreativos. Sin embargo, durante los meses de verano, la Universidad de Edimburgo permite que la plaza sea utilizada por el Festival Fringe de Edimburgo para algunos de sus espectáculos y representaciones. En los últimos años, con motivo del Festival Fringe, se ha instalado en la plaza el "Udderbelly", una carpa gigante morada invertida, utilizada para eventos y representaciones.

## Historia
La plaza obtuvo su forma actual en 1983 para celebrar el cuarto centenario de la Universidad de Edimburgo.Fue diseñada por el estudio de arquitectura dirigido por el profesor Percy Johnson-Marshall (1915-1993), que ocupó la cátedra de diseño urbano y planificación regional en la universidad. Originalmente se diseñó como parte del plan de 1962 para crear un espacio cívico que reemplazara a Bristo Street, realineando Potterrow y Lothian Street en el proceso. Los ingenieros consultores fueron Jamieson, MacKay & Partners.
En la plaza Bristo hay una placa en honor a la activista educativa local Mary Crudelius.